# 히라바야시촌 (야마나시현)
히라바야시촌(平林村)은 야마나시현 나카코마군에 있던 촌이다. 현재의 미나미코마군 후지카와정에 해당한다.

## 역사
- 1889년 7월 1일 - 정촌제 시행에 의해 근세이후의 히라바야시촌이 단독으로 지자체를 형성하였다.
- 1954년 6월 1일 - 미스호정에 편입해, 동일 히라바야시촌은 폐지되었다.

## 참고문헌
- 角川日本地名大辞典 19 山梨県